# Sławomir Popowski

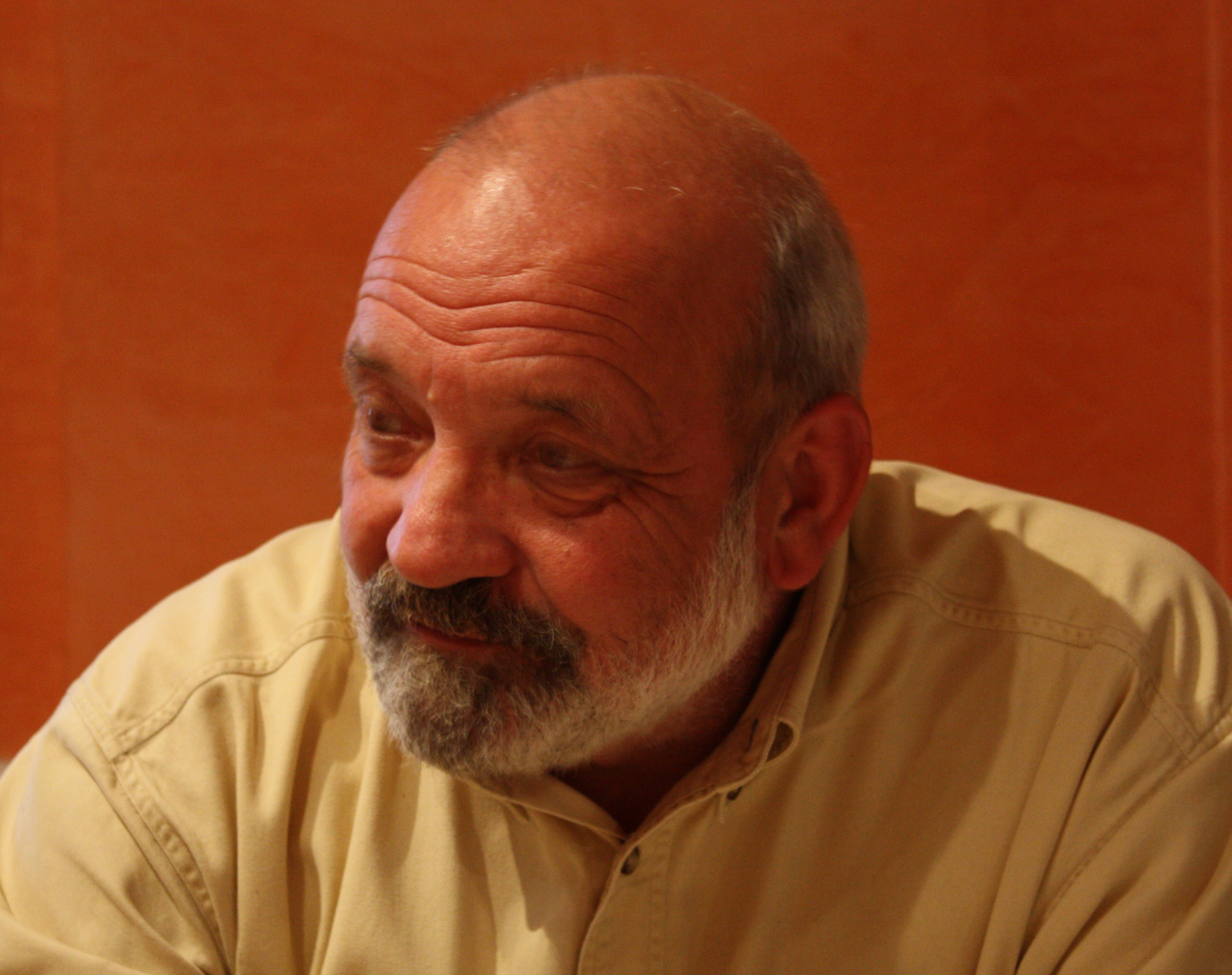
Sławomir Popowski, 12 września 2008

Sławomir Popowski (ur. 24 października 1948) – polski dziennikarz i publicysta. Z wykształcenia prawnik. Znawca spraw wschodnich.

## Życiorys
Wykładowca Wyższej Szkoły Dziennikarskiej im. M. Wańkowicza, członek zarządu Fundacji Centrum Prasowe dla Krajów Europy Środkowo-Wschodniej, członek redakcji dwumiesięcznika „Nowej Europy Wschodniej”, wydawanego przez Kolegium Europy Wschodniej im. Jana Nowaka-Jeziorańskiego we Wrocławiu. Od lipca 2008 członek zespołu niezależnych publicystów „Studio Opinii”. W latach 1985–1990 moskiewski korespondent Polskiej Agencji Prasowej, w latach 1991–1995 moskiewski korespondent „Rzeczpospolitej”. Wieloletni publicysta „Rzeczpospolitej”, z której odszedł w 2006 roku wraz z Szymonem Hołownią i Bogumiłem Luftem.